# جورج سانفورد
جورج سانفورد (بالإنجليزية: George Foster Sanford)‏ هو مدرب رياضي أمريكي، ولد في 4 يونيو 1870 في Ashland, Greene County, New York ‏ في الولايات المتحدة، وتوفي في 23 مايو 1938 في Presbyterian Hospital (New York City) ‏ في الولايات المتحدة.